# سانتياغو لوبيز هرنانديز
سانتياغو لوبيز هرنانديز (بالإسبانية: Santiago López Hernández)‏ هو سياسي مكسيكي، ولد في 14 أكتوبر 1957 في المكسيك. حزبياً، نشط في الحزب الثوري المؤسساتي. وقد انتخب عضو مجلس النواب المكسيك.